# Базаров Борис Ванданович
Борис Ванданович Базаров (рос. Борис Ванданович Базаров; нар. 10 жовтня 1960, Курумкан, СРСР) — радянський та російський сходознавець. Академік РАН (2016).